# باتل تودز (لعبة فيديو)
باتل تودز (بالإنجليزية: Battletoads)‏ هي لعبة ضرب ومنصات وضعتها شركة رير والتي نشرتها تريدي ويست [الإنجليزية]. إنها الدفعة الأولى من سلسلة باتل تودز [الإنجليزية] وتم إصدارها في الأصل في 1 يونيو 1991 لنظام نينتندو إنترتينمنت سيستم. تم نقله لاحقًا إلى ميجا درايف وسيجا جيم جير في عام 1993، إلى أميغا وأميغا سي دي32 في عام 1994 (على الرغم من تطوير الأول في عام 1992)، وتم إصداره مع بعض التغييرات لـ غيم بوي في عام 1993 في شكل باتل تودز في عالم راجناروك. في اللعبة، يشكل ثلاثة محاربين من الضفادع البشرية في الفضاء مجموعة تعرف باسم باتل تودز [الإنجليزية]. يشرع اثنان من باتل تودز، راش و زيتز، في مهمة لهزيمة ملكة الظلام [الإنجليزية] الشريرة على كوكبها وإنقاذ أصدقائهم المخطوفين: بيمبيل، العضو الثالث في باتل تودز، والأميرة انجليكا.
تم تطوير اللعبة استجابة للاهتمام بـ سلاحف النينجا المراهقون المتحولون. تلقى ملاحظات إيجابية في الغالب عند الإصدار، حيث أشاد النقاد بالرسومات والاختلافات في طريقة اللعب؛ ومع ذلك، انقسم العديد من النقاد حول الصعوبة. فازت بسبع جوائز من جوائز لعام 1991، ومنذ ذلك الحين اشتهرت بأنها واحدة من أصعب ألعاب الفيديو التي تم إنشاؤها على الإطلاق.

## اللعب
اللعبة عبارة عن منصة تمرير وضرب، مع عناصر مختلفة من السباق، والتسلق، ودورات العوائق القائمة على المركبات. يبدأ اللاعبون بثلاث أرواح في كل مرة تبدأ فيها اللعبة، والتي تتجدد في كل مرة يستمر فيها اللاعب بعد الهزيمة. اللعبة لا تحتوي على نظام حفظ أو ميزات كلمة المرور. لدى اللاعب ست نقاط حياة كحد أقصى يمكن تجديدها عن طريق أكل الذباب. حين أن مستويات باتل تودز تختلف اختلافًا كبيرًا في أسلوب اللعب، يتم تقديم اللعبة عمومًا على أنها لعبة «ضرب»، حيث يتقدم اللاعبون بهزيمة الأعداء مع تجنب المخاطر في البيئة المحيطة بهم.
طوال اللعبة، تم تجهيز الضفادع بلكمة منتظمة  بالإضافة إلى «الضربات المبرحة» الأخرى التي يمكن إجراؤها ضد الأعداء: «توربو ثواك»، «تأرجح بحجم ثلاثة عشر»، «جوبستر»، لكمة مع مفصل متضخم يُدعى "Kiss-My-Fist"،  هجوم بضربة رأس يسمى "Battletoad Butt"، "BT Bashing Ball" والتي تُستخدم فقط أثناء التعليق على كابل تاربو في المستوى الثاني حيث يتحول شكل الضفدع إلى كرة تحطيم، "Take Out the Trash"، حيث يتم التقاط العدو ورميه لأعلى [الإنجليزية]،  تشابك كلتا يديه لضرب عدو يسمى «المفاصل النووية»،  «بونت»حيث يركل الضفدع عدوًا بشكل متكرر بعد أن يطرق أحدهم في الأرض،  وركلة قوية جدًا تسمى «حذاء بيج باد». يتم تنشيط هذه الحركات الخاصة عادة بعد ثلاث أو أربع لكمات منتظمة أو الجري بوتيرة أسرع، ويتم ذلك عن طريق الضغط لليسار أو اليمين على D-pad مرتين على التوالي  متبوعًا بضغطة زر B التي تؤدي إلى تشغيل الضرب المبرح. نظرًا لتنوع أساليب اللعب بين المراحل، فإن جميع الهجمات قابلة للاستخدام فقط في مستويات معينة.
يمكن أيضًا استخدام الأشياء من البيئة أو الأعداء كأسلحة، مثل أرجل المشاة المكسورة، مناقير من الغربان، أنابيب على جدار الدخيل المستبعد، وصواري العلم من برج دارك كوين.
يتم تقديم مراحل التمرير الجانبي عمومًا على أنها ذات منظور متساوي القياس، بينما يتم تقديم مراحل المنصة التي تتميز بالتقدم الرأسي بشكل غير متساوي القياس، مما يسمح لشخصيات اللاعب بالانحناء. تتميز العديد من المستويات في اللعبة بأقسام في شكل عقبات، حيث يجب على اللاعبين تفادي سلسلة من العقبات مع زيادة السرعة مع تقدم المستوى. تشتمل الأنواع الأخرى من المستويات على مستويين من «تسلق البرج»، والنزول إلى هوة أثناء التعلق بحبل، ومستوى به أقسام تحت الماء، ومطاردة متاهة لركوب مركبة ذات نمط دراجة أحادية، و «متاهة ثعبان»، ومستوى سباق حيث يتعين على اللاعبين السقوط بأسرع ما يمكن عبر منصات لا حصر لها للوصول إلى قاع البرج قبل أن يصل العدو. توجد نقاط "Mega warp" المخفية في أربعة مستويات، والتي عند الوصول إليها تسمح للاعبين بالتقدم تلقائيًا بمستويين.

## المغامرات والمستويات
بروفيسور ت. بيرد و باتل تودز [الإنجليزية] الثلاثة، راش، زيتز، وبيمبل، يرافقون الأميرة أنجليكا إلى كوكبها الأصلي باستخدام مركبتهم الفضائية، النسر، لكي تقابل والدها، إمبراطور الأرض. عندما قرر بيمبل و أنجليكا القيام برحلة ممتعة على متن سيارة بيمبل الطائرة، تعرضوا لكمين واستولت عليهم سفينة ملكة الظلام [الإنجليزية]، جارجانتوا. كانت ملكة الظلام وأتباعها يختبئون في المساحات المظلمة بين النجوم بعد خسارتهم أمام شركة المجرة في معركة كانيس ميجور. ثم يرسل بيمبل إشارة استغاثة إلى النسر، لتنبيه البروفيسور تي بيرد وراش وزيتز. تعلمهُ أن الجارغانتوا مختبئة تحت سطح كوكب قريب يسمى عالم راجناروك، البروفيسور ت. بيرد و راش و زيتز طيره ناك في النسر لإنقاذهم. بين المستويات، تتلقى الضفادع تعليقات موجزة من الأستاذ تي بيرد، جنبًا إلى جنب مع مضايقة ملكة الظلام.
يسقط البروفيسور الضفادع إلى المستوى الأول، وادي راجناروك، سطح الكوكب الذي يحرسه الخنازير المريضة نفسيًا والتنين التي تستخدم الفأس والتي يمكن للاعب أن يطير بها إذا تم إخراجها أولاً؛ رئيسها هو تول ووكر، الذي يرمي الصخور التي يجب على الأبطال رميها عليها مع تجنب أشعة الليزر. ثم تدخل الضفادع العالم عن طريق النزول من خلال فوهة عامودية إلى الأسفل، المستوى الثاني المسمى ووكي هول، حيث يواجهون تهديدات الغربان التي يمكن أن تقطع كابل تاربو للضفادع، ريترو بلاسترز التي تخرج من الحائط وتطلق البراغي الكهربائية، الصاعق الكهربائي الذي يشكل خطًا من 2000 فولت من الطاقة، والنباتات المسماة مصائد زحل التي تأكل الضفادع.
تشمل المرحلة الثالثة مستويات الركوب، نفق تاربو، حيث يتفادى اللاعبون الجدران الحجرية أثناء ركوب الدراجة السريعة ويضطرون إلى استخدام المنحدرات لعبور الفجوات الطويلة؛ المستوى الخامس، مدينة الأمواج، حيث يقفز اللاعب على الأسطح المائية على «لوحة الفضاء» أثناء مراوغة جذوع الأشجار، والدوامات، والمناجم، والكرات المسننة؛ المرحلة السابعة، جحيم فولكمير، حيث تطير الضفادع على متن طائرة العلجوم في بيئة نيران تمر عبر حقول القوة وتتفادى الكرات النارية والصواريخ؛ والمستوى الحادي عشر، كلينجر وينجر، حيث تركب الضفادع على دراجة أحادية أثناء مطاردتها بواسطة كرة طاقة منومة، تسمى بازبول. تشتمل جميعها على جزء من أسلوب الضرب، مع كون مدينة الأمواج موقع قتال الزعيم مع بيج بلاج، قائد جيش الفئران لدى ملكة الظلام الذي يمكنه سحق باتل تيدز بضربة دهن قوية، وعمل بازبول أيضًا كرئيس كلينجر وينجر.
المرحلة الرابعة، كهف الجليد، هي مستوى حيث يتعين على اللاعب استخدام كرات الثلج والكتل الجليدية لتدمير الحواجز أثناء تفادي تلك العناصر الباردة وكذلك المسامير والقنافذ ومواجهة رجال الثلج الذين يقذفون كرة الثلج. المستوى السادس، عرين كارنث، عبارة عن مجموعة من الغرف تتكون كل منها من مخرج واحد فقط وثعابين متعددة تتحرك في أنماط مستطيلة متنوعة ملتوية تعمل كمنصات، ويجب أن تجتازها الضفادع بينما تتفادى المسامير أيضًا. أداة استبعاد الدخلاء، المرحلة الثامنة ذات التمرير العمودي، هي المستوى الأكثر توجهاً نحو المنصة في باتل تودز. إنها تنطوي على العديد من القفزات على المنصات والينابيع وعبر الحواجز الكهربائية بين الفجوات المتحركة للمنصات، وتجنب العوائق مثل دحرجة الكرات الكبيرة، والكرات المطاطية، وصمامات الشفط المسماة سوكاس(بمعنى شفاطات)، وبنادق الغاز السامة المسماة غازيز (بمعنى غاز)، وأقسامها الوحيدة التي تتعامل مع طائرات الحراسة بدون طيار، يجب أن ينتقل اللاعب من أسفل إلى أعلى المستوى، حيث يقاتل الزعيم مع الكائن الحيوي المعدّل وراثيًا  للملكة روبو مانوس. المستوى التاسع، أنابيب تيرا، عبارة عن مزيج من منصة ومرحلة تحت الماء، والمثال الوحيد للضفادع التي تسبح في اللعبة؛ يتضمن ذلك اللاعب الذي يمر عبر مدخل أنبوب غير خطي إلى جارجانتوا، مع أقسام تتضمن مواجهات مع ميكانودرويتس ومخلوقات ستيل بيك التي تحرس الأنابيب، مطاردات من كريزي كوج، والأنهار المليئة بالمسامير وأسماك القرش والأنقليس الكهربائي المسمى إليكتر إيلس وسمك هامرفيش المهاجم الفوري.

## التطوير
تم تطوير اللعبة بواسطة رير ونشرها تريدي ويست [الإنجليزية]. أنشأ المؤسسون النادرون تيم وكريس ستامبر [الإنجليزية] المسلسل ردًا على جنون سلاحف النينجا في أوائل التسعينيات. لخلق تباين مع امتياز الوسائط الشهير وغيره من «ألعاب الضرب» في ذلك الوقت، أضاف رير آليات إضافية في اللعبة للمساعدة في فصلها عن هذه الأنواع، مثل مراحل السباق ودورات التسلق. وفقًا للفنان نادر كيف بايليس، تم تصميم شخصيات باتل تودز من أجل «إنتاج البضائع» على نطاق واسع، على غرار باتمان تيم بيرتون.
خضعت اللعبة لتغييرات خلال المراحل الأولى من التطوير، وفي وقت ما كانت تسمى في الأصل البرمائيات. صمم بايليس في الأصل باتل تودز كلعبة فيديو بطابع ديزني، ولكن عندما أصبحت اللعبة أكثر عنفًا تدريجيًا، اتخذ بايليس حريات إضافية لتقليلها وتقييد جميع استخدامات الأسلحة في اللعبة، مع خلق شعور بالتفرد للشخصيات.

## النشر والترويج
تم تقديم باتل تودز في معرض الإلكترونيات الاستهلاكية الشتوي لعام 1991 ؛ ادعى مقال عن الحدث من إلكترونك غيمينغ مونثلي أنه «مبتكر للغاية».
بعد بضعة أشهر من الإصدار الأولي في أمريكا الشمالية في يونيو 1991 لـ نينتندو إنترتينمنت سيستم، حصلت باتل تودز على إصدار ياباني لـ نينتندو إنترتينمنت سيستم، تم توزيعه في اليابان بواسطة ماسايا غيمز، على عكس تريدي ويست [الإنجليزية]. تميز هذا الإصدار بعدة تعديلات على طريقة اللعب، مما أدى إلى تجربة أسهل بشكل هامشي.

## الاستقبال الأولي
| مراجعة أولية (NES/Famicom) |         |
| --- | ------- |
| نتائج المراجعة نشرة نقاط كمبيوتر آند فيديو غيمز 91% [ 35 ] دراغون [ 36 ] إلكترونك غيمينغ مونثلي 9/10 [ 37 ] فاميتسو 30/40 [ 38 ] غيم برو 4.8/5 [ ا ] غيم زون 93/100 [ 40 ] مين مشين 93% [ 41 ] مجلة نينتندو الرسمية 85% [ 42 ] نينتندو باور 4.175/5 [ ب ] ألعاب الفيديو وترفيه الكمبيوتر [الإنجليزية] 9/10 [ 44 ] |         |
| نتائج المراجعة |         |
| نشرة | نقاط    |
| كمبيوتر آند فيديو غيمز | 91%     |
| دراغون | [ 36 ]  |
| إلكترونك غيمينغ مونثلي | 9/10    |
| فاميتسو | 30/40   |
| غيم برو | 4.8/5   |
| غيم زون | 93/100  |
| مين مشين | 93%     |
| مجلة نينتندو الرسمية | 85%     |
| نينتندو باور | 4.175/5 |
| ألعاب الفيديو وترفيه الكمبيوتر [الإنجليزية] | 9/10    |

| مراجعة أولية (Mega Drive) |         |
| --- | ------- |
| مجموع النقاط المجموع نقاط غيم رانكينغز 73% [ 45 ] نتائج المراجعة نشرة نقاط كمبيوتر آند فيديو غيمز 86/100 [ 46 ] إلكترونك غيمينغ مونثلي 7.5/10 [ ج ] فاميتسو 26/40 [ 48 ] غيمفان 94.25% [ د ] غيم برو 4.125/5 [ ه ] غيمزماستر 78% [ 51 ] مين مشين 79/100 [ 52 ] ميجا [الإنجليزية] 75% [ 53 ] سيجا بور [الإنجليزية] 87% [ 54 ] سيجا زون [الإنجليزية] 90/100 [ 55 ] |         |
| مجموع النقاط |         |
| المجموع | نقاط    |
| غيم رانكينغز | 73%     |
| نتائج المراجعة |         |
| نشرة | نقاط    |
| كمبيوتر آند فيديو غيمز | 86/100  |
| إلكترونك غيمينغ مونثلي | 7.5/10  |
| فاميتسو | 26/40   |
| غيمفان | 94.25%  |
| غيم برو | 4.125/5 |
| غيمزماستر | 78%     |
| مين مشين | 79/100  |
| ميجا [الإنجليزية] | 75%     |
| سيجا بور [الإنجليزية] | 87%     |
| سيجا زون [الإنجليزية] | 90/100  |

| مراجعة أولية (Game Gear) |         |
| --- | ------- |
| نتائج المراجعة نشرة نقاط سوق البرمجيات أكتويلر [الإنجليزية] 4/12 [ 56 ] CVG [الإنجليزية] 60/100 [ 57 ] EGM 7.25/10 [ و ] فاميتسو 24/40 [ 59 ] غيم برو 4.25/5 [ ز ] Joypad 80% [ 61 ] مين مشين 89/100 [ 62 ] سيجا بور [الإنجليزية] 73% [ 63 ] سيجا زون [الإنجليزية] 68% [ 64 ] سونيك ذا كوميك 85% [ 65 ] |         |
| نتائج المراجعة |         |
| نشرة | نقاط    |
| سوق البرمجيات أكتويلر [الإنجليزية] | 4/12    |
| CVG [الإنجليزية] | 60/100  |
| EGM | 7.25/10 |
| فاميتسو | 24/40   |
| غيم برو | 4.25/5  |
| Joypad | 80%     |
| مين مشين | 89/100  |
| سيجا بور [الإنجليزية] | 73%     |
| سيجا زون [الإنجليزية] | 68%     |
| سونيك ذا كوميك | 85%     |

| مراجعة أولية (Amiga consoles) |                        |
| --- | ---------------------- |
| نتائج المراجعة نشرة نقاط أميجا CD32 جيمر 22% (CD32) [ 66 ] أميجا كونسبت 31% (أميجا) [ 67 ] أميجا دريم 30% (CD32) [ 68 ] أميجا فورمات [الإنجليزية] 10% (CD32) [ 69 ] أميجا جيمز 47% (أميجا) [ 70 ] أميجا جوكر 22% (أميجا) [ 71 ] 19% (CD32) [ 72 ] أميجا بور [الإنجليزية] 9% (Amiga) [ 73 ] داتورماجازين 1/5 (CD32) [ 74 ] |                        |
| نتائج المراجعة |                        |
| نشرة | نقاط                   |
| أميجا CD32 جيمر | 22% (CD32)             |
| أميجا كونسبت | 31% (أميجا)            |
| أميجا دريم | 30% (CD32)             |
| أميجا فورمات [الإنجليزية] | 10% (CD32)             |
| أميجا جيمز | 47% (أميجا)            |
| أميجا جوكر | 22% (أميجا) 19% (CD32) |
| أميجا بور [الإنجليزية] | 9% (Amiga)             |
| داتورماجازين | 1/5 (CD32)             |

باتل تودز بدأت في عدد 26 على ' يوليو أعلى 30 قائمة الصورة ألعاب NES عن اللاعبين نينتندو الطاقة اللقطات فقط مع 464 نقطة، وارتفع إلى رقم 13 المشكلة التالية مع 858 نقطة. في سبتمبر 1991، تم عرضه لأول مرة في قائمة أفضل 30 نقطة فعلية في المرتبة 11 برصيد 3219 نقطة، وهبط في المراكز العشرة الأولى من كلتا القائمتين المعنيتين لاختيار اللاعبين (رقم سبعة) واختيارات المحترفين (رقم ستة). في إصدار أكتوبر 1991، قفزت اللعبة إلى المركز الثالث في القائمة الإجمالية بـ 6،008 نقاط، بقيت في هذا المركز في إصدار نوفمبر برصيد 6،397 نقطة. بحلول يناير 1992، حولت قضية نينتندو باور قائمة أفضل 30 إلى قائمة أفضل 20 (حيث أضافوا أفضل 20 تصنيفًا لألعاب وحدات التحكم الأخرى)، تزحفت باتل تودز إلى المرتبة الثانية برصيد 6140 نقطة في ذلك الشهر، البقاء في هذا الترتيب لثلاث أعداد متتالية أخرى ولكن بقيت خارج المركز الأول بسبب امتلاك نقاط أقل بكثير من سوبر ماريو برذرز 3 (1990). بعد ذلك، ظلت اللعبة في المراكز العشرة الأولى لمدة 17 شهرًا متتاليًا، بما في ذلك إقامة أخرى في المركز الثاني في يوليو 1992  وأحد عشر مرة في الخمسة الاوائل. كانت اللعبة لا تزال مخططة عندما انتهت قائمة أفضل 20 NES في نوفمبر 1994، وكانت معظم الأشهر الإحدى عشر الأخيرة من اللعبة في النصف السفلي، مع شهر واحد فقط من تلك الأشهر في فبراير 1994 كان في المركز العشرة الأوائل.

## السنوات اللاحقة
| مراجعات |                              |
| --- | ---------------------------- |
| نتائج المراجعة نشرة نقاط أول غيم (NES) [ 112 ] (Mega Drive) [ 113 ] أركيد أتاك 90% (NES) [ 114 ] الصحافة الرقمية 4/10 (NES) [ 115 ] 3/10 (Amiga CD32) [ 116 ] هونيست جايمر (NES) [ 117 ] كيبيك جايمر 86% (NES) [ 118 ] راندو.أكسس 5.5/10 (NES) [ 119 ] سيجا-16 7/10 (Mega Drive) [ 120 ] The Video Game Critic B (NES) [ 121 ] C+ (Mega Drive) [ 122 ] |                              |
| نتائج المراجعة |                              |
| نشرة | نقاط                         |
| أول غيم | (NES) (Mega Drive)           |
| أركيد أتاك | 90% (NES)                    |
| الصحافة الرقمية | 4/10 (NES) 3/10 (Amiga CD32) |
| هونيست جايمر | (NES)                        |
| كيبيك جايمر | 86% (NES)                    |
| راندو.أكسس | 5.5/10 (NES)                 |
| سيجا-16 | 7/10 (Mega Drive)            |
| The Video Game Critic | B (NES) C+ (Mega Drive)      |

تُعتبر ريزم ون باتل تودز مزيجًا من "روح الدعابة" (وخصوصا في وضع العب الثنائي) مع قصة جيدة بصورة مدهشة واللعب شبه مثالية"، كما أشاد بها "سلاسة واستجابة" الضوابط "السائل" طابع الرسوم المتحركة، و كانت المراحل "ضخمة ومذهلة ومليئة بالمفاجآت".  أشاد Bryan Lajoie من شركة Quebec Gamer بالرسومات، مشيرًا إلى أنها من بين أكثر ألعاب  نينتندو إنترتينمنت تقدمًا من الناحية الرسومية، ولا سيما الرسوم المتحركة. ومع ذلك، فقد كان مختلطًا في طريقة اللعب، معترفًا أنه في حين قبولها على أنها مباراة صعبة، تتطلب التجربة الكلية "الكثير من الصبر" والتصميم من أجل التقدم. في مراجعة سلبية بأثر رجعي، صنف سبايك نهاية اللعبة على أنها سادس أكبر خيبة أمل في تاريخ ألعاب الفيديو.
في عام 1997، صنفت نينتندو باور إصدار NES كأفضل لعبة 89 على أي منصة نينتندو. في عام 2010، أدرجتها شبكات يو جي أو [الإنجليزية] في "أفضل 25 لعبة تحتاج إلى تكملة" كما تضمنت مستوى Arctic Cavern في قائمة "أروع مستويات الجليد". صنفت فيلجي فويس ميديا باتل تودز على أنها "الأقل فظاعة في سلاحف النينجا المراهقون المتحولون" في عام 2008، كما صنفتها كواحدة من أفضل عشر ضربات على الإطلاق في عام 2010 وكواحد من بين عشر ألعاب فيديو كان من المفترض اقتنائها عام 2011. في عام 2012، تم إدراجه أيضًا ضمن عشرة "ألعاب فيديو كلاسيكية تستحق إعادة إنتاج HD" بواسطة Yahoo! أخبار. صنفتها غيمز رادار في المرتبة 18 على الإطلاق من بين أفضل ألعاب NES التي تم صنعها على الإطلاق، مشيرة إلى أنها "كانت لعبة ممتعة ولكن أهم عنصر فيها كان الصعوبة. جيريمي دنهام من آي جي إن أدرج باتل تودز كأفضل 40 لعبة  نينتندو إنترتينمنت على الإطلاق.

### الصعوبة
لاحظ النقاد أن باتل تودز ذات صعوبة بالغة. تم تضمين اللعبة في مناسبات عديدة ضمن أصعب الألعاب على الإطلاق، بما في ذلك المركز الأول وفقًا لـ غيم تريلرز. صرح مراجع لـ دستركتويد أنه على الرغم من الصعوبة «الوحشية وغير المتوازنة» للعبة، إلا أنه غالبًا ما يتم تذكرها باعتبارها واحدة من «العناوين المحبوبة» لجيل ثماني بتات. اعترف دليل المستهلك المسمى دليل الفائز لنينتندو (1991)، والذي تم نشره عند إصدار اللعبة، بأن مستوى نفق تاربو هو «أحد أصعب التحديات في لعبة NES.» في عام 2012، ذكرت ياهو! ألعاب أن اللعبة لا تزال معروفة على نطاق واسع باعتبارها واحدة من أصعب الألعاب على الإطلاق، ولا سيما مع الإشارة إلى فرصة قيام اللاعبين بقتل شريكهم بطريق الخطأ في وضع اللعب الثنائي. تشير نيرديست [الإنجليزية] إلى أن ارتفاع الصعوبة المفاجئ لـ باتل تودز كان يهدف إلى مكافحة صناعة تأجير ألعاب الفيديو. إذا كانت اللعبة أكثر صعوبة، فسيستغرق إكمالها وقتًا أطول، ومن المرجح أن يشتري المستهلكون خرطوشة بيع بالتجزئة بدلاً من استئجارها.
قام إريك بروفينزا، كاتب الألعاب القوية 101، بتحليل ألعاب باتل تودز على أنها مختلفة عن ألعاب الفيديو الأخرى المعروفة بصعوباتها، مثل نينجا غايدين (1989) و جزيرة المغامرة، حيث أنها لا تزداد صعوبة تدريجياً. هناك آليات وأعداء وعقبات مختلفة لكل قسم، مع عدم وجود فرص للاعبين للتعرف عليهم بسبب استمرار محدودية الأرواح وعدم وجود نظام كلمة مرور أو ميزة الحفظ. تبدأ اللعبة على أنها «ضرب غريب قبل أن تتحول بسرعة إلى دورات حواجز عالية السرعة ومنصة عمل جنونية مع القليل من التماسك.» أوضح لاعبو اللعبة أنه في حين أن معظم تحديات اللعبة تضمنت أنماطًا يمكن حفظها من خلال لعب اللعبة عدة مرات، فقد كان لها أطوال مقاطع طويلة وقليلًا منها مستمر ؛ وأشار أيضًا إلى أنه يتعين على كلا اللاعبين بدء مرحلة ما إذا خسر لاعب واحد كل حياته.

### الميراث
أدى النجاح الأولي للعبة إلى تطوير رير لتسلسلات مختلفة والتي أصبحت فيما بعد جزءًا من امتياز باتل تودز. تم إصدار لعبة عرضية لـ جيم بوي، بعنوان باتل تودز أيضًا، لأول مرة في نوفمبر 1991. على الرغم من امتلاكها نفس فن الصندوق والعنوان مثل إصدار NES، فإن باتل تودز لجيم بوي هي لعبة منفصلة في السلسلة، تتميز بمستويات وآليات مختلفة من اللعبة الأصلية.
تم إصدار سلسلتين مباشرتين، باتل تودز في باتل مانياكس [الإنجليزية] و باتل تودز و التنين المزدوج [الإنجليزية]، لوحدات تحكم مختلفة في عام 1993، مع وضع الأخير في المرتبة 76 في قائمة IGN «أفضل 100 لعبة NES في كل العصور». تم إصدار ممر باتل تودز [الإنجليزية] في عام 1994 لمبيعات متواضعة، وكان آخر دفعة من السلسلة.
تم إنتاج حلقة تجريبية لمسلسل باتل تودز [الإنجليزية] من قبل شركة دي أي سي للترفيه [الإنجليزية] الكندية، في محاولة للاستفادة من شعبية سلاحف النينجا المراهقون المتحولون. تم بث الطيار في الأصل بشكل مشترك في الولايات المتحدة في عطلة نهاية الأسبوع من عيد الشكر عام 1992، ولكن لم يتم التقاطه كسلسلة كاملة.
في يوليو 2020، أعلنت شركة ميغالوبوليس عن شراكة مع أنتربلاي لإطلاق مجموعة من شخصيات الحركة مقاس ست بوصات بناءً على الألعاب.

## البوابات
نظرًا للطبيعة المتطرفة لصعوبة نينتندو إنترتينمنت سيستم باتل تود الأصلية، فقد ذهبت جميع المنافذ اللاحقة للعبة تقريبًا إلى إجراءات مختلفة لتقليلها، في محاولة لجعل اللعبة في متناول اللاعبين العاديين. تسبب هذا في تعديل بعض المستويات الأكثر تطلبًا، بل وتم إزالة بعضها تمامًا في إصدارات معينة من اللعبة.
في وقت لاحق، في عام 1992، تم نقله إلى أجهزة كمبيوتر أميغا المنزلية بواسطة ميند سكيب، على الرغم من استمرار إصدار أميغا دون إصدار حتى عام 1994. تم تطوير إصدار ميجا درايف بواسطة آرك سيستم وركز وإصدار سيجا جيم جير بواسطة سيجا (في أوروبا في اليابان) و تريدي ويست [الإنجليزية] (في أمريكا الشمالية) خلال عام 1993. في حين تم تقدير منفذ Genesis من قبل النقاد للحفاظ على أسلوب اللعب والرسوم المتحركة المرحة لعنوان NES، فقد تم انتقاد عرضه لأنه لم يتحسن بشكل كافٍ عن سابقه ذي 8 بتات،  مع غيم برو مما يشير إلى أنه يفتقر إلى "تزامن استريو مرتفع أو "أصوات رقمية" أو حتى "صوت واحد" لتمييزها بشكل كبير.
أيضًا في عام 1993، تم إصدار إصدار غيم بوي من اللعبة بعنوان  باتل تودز في عالم راجناروك. كان هذا الإصدار يفتقد إلى عدة مستويات وظهر دعم اللاعب الفردي فقط. اشترى تيمي شاني، الرئيس التنفيذي الأوروبي لشركة فيرجن إنتراكتف، حقوق النظام الرئيسي لـ باتل تودز من تريدي ويست بعد أن وجدت اللعبة شعبية في الولايات المتحدة وخططت لإصدار هذا الإصدار أيضًا في عام 1993، لكنها لم تتحقق أبدًا. في عام 1994، أحضرت ميند سكيب اللعبة إلى أميغا سي دي32 وأصدرتها مع نسخة أميغا التي لم يتم إصدارها سابقًا. لقد خططت أيضًا إصدارها لنظام دوس وأتاري إس تي مرة أخرى لإصدار 1992 المقصود أصلاً من إصدارات الكمبيوتر، ولكن لم يتم إطلاق هذين المنفذين. تم أيضًا الإعلان عن منفذ لـ أتاري لينكس والتخطيط لنشره بواسطة تليجايم، لكن لم يتم إصداره مطلقًا. يتميز إصدار ميجا درايف من باتل تودز بصعوبة مخففة،بالإضافة إلى توفير دقة أعلى ورسومات ملونة أكثر على عكس إصدار نينتندو إنترتينمنت سيستم. يتميز منفذ جيم جير برسومات مصغرة، ويزيل أيضًا ثلاثة مستويات ووضع لاعبين.

### الاستشهادات
1. ↑  ستيم، 1.0.0.81، 1.0.0.82، 12 سبتمبر 2003، QID:Q337535
2. ↑  "Battletoads Won Seven Times in the 1991 Nintendo Power Nester Awards". Retrovolve (بالإنجليزية الأمريكية). 2 Aug 2020. Archived from the original on 2020-12-17. Retrieved 2020-08-02.
3. 1 2  Buchanan، Levi (13 يناير 2009). "Battletoads Retrospective". IGN. مؤرشف من الأصل في 2019-09-29. اطلع عليه بتاريخ 2015-09-03.
4. 1 2 3 4 5 6 7 8 9 10 11 12 13 14 15 16 17 18 19 20 21  NES instruction manual 1991.
5. 1 2 3  "Rare Replay — The Making of Battletoads". Rare. 6 أغسطس 2015. مؤرشف من الأصل في 2020-10-18. اطلع عليه بتاريخ 2015-09-26.
6. 1 2 3 4 5 6 7 8 9 10 11 12 13 14 15 16 17 18 19  Nintendo Power guide 1991.
7. 1 2 3 4 5  Harnett، Craig (17 أغسطس 2015). "The Toads are Back in Town: Celebrating Battletoads". Nintendojo. مؤرشف من الأصل في 2020-09-23. اطلع عليه بتاريخ 2015-09-27.
8. ↑  Rare (يونيو 1991). Battletoads. Tradewest. Narration text: One day Pimple and Princess Angelica were out cruisin'
9. ↑  NES instruction manual 1991، صفحة 2.
10. ↑  Rare (يونيو 1991). Battletoads. Tradewest. Narration text: When suddenly
11. ↑  Rare (يونيو 1991). Battletoads. Tradewest. Narration text: Pimple and the princess were captured by the Dark Queen and taken to a nearby planet.
12. ↑  Rare (يونيو 1991). Battletoads. Tradewest. Professor T. Bird: Hey 'Toads! The Dark Queen's kidnapped Pimple and Angelica and she's holding them in the Gargantua.
13. ↑  Rare (يونيو 1991). Battletoads. Tradewest. Professor T. Bird: I've located the Gargantua, 'Toads! She's hidden beneath the Planet's surface !
14. ↑  Rare (يونيو 1991). Battletoads. Tradewest. Professor T. Bird: Let's get mad, bad and crazy, 'Toads! Use the Turbo-cables to tackle that chasm!
15. ↑  Rare (يونيو 1991). Battletoads. Tradewest. Professor T. Bird: You gotta be like green lightnin' if you're gonna make it through here, 'Toads!
16. ↑  Rare (يونيو 1991). Battletoads. Tradewest. Professor T. Bird: I'm getting sub-zero readings nearby! So hang loose, 'Toads - anything could happen in there!
17. ↑  Rare (يونيو 1991). Battletoads. Tradewest. Professor T. Bird: Don't worry 'bout it 'Toads, 'cuz the Dark Queen don't surf!
18. ↑  Rare (يونيو 1991). Battletoads. Tradewest. Professor T. Bird: Slither up outta there, 'Toads! You're gonna have to scale the cavern to find the exit!
19. ↑  Rare (يونيو 1991). Battletoads. Tradewest. Professor T. Bird: Looks like the Dark Queen's got a warm reception planned for the Battle toads!
20. ↑  Rare (يونيو 1991). Battletoads. Tradewest. Professor T. Bird: The only way is up, Toads – so let's go for it!
21. ↑  Rare (يونيو 1991). Battletoads. Tradewest. Professor T. Bird: It's a maze in there 'Toads! So, keep a cool head and you'll be okay!
22. ↑  Rare (يونيو 1991). Battletoads. Tradewest. Professor T. Bird: Get Ready, 'Toads! You gotta race the rodent and defuse the bomb!
23. ↑  Rare (يونيو 1991). Battletoads. Tradewest. Professor T. Bird: It's time to travel on the clinger-winger, 'Toads!
24. ↑  Rare (يونيو 1991). Battletoads. Tradewest. Professor T. Bird: Holy Hip-hop,'Toads! The Dark Queen's at the top of the tower just waiting to be creamed!
25. ↑  Rare (يونيو 1991). Battletoads. Tradewest. Dark Queen: Don't get too cocky, snotskins - there's plenty more where that came from!
26. ↑  Rare (يونيو 1991). Battletoads. Tradewest. Dark Queen: You play leapfrog well with those speed bikes, my green friends, but unfortunately, you can't take them with you!
27. ↑  Rare (يونيو 1991). Battletoads. Tradewest. Dark Queen: Watch out for the breakers, battlebarf! Because they're going to break you into little green pieces!
28. ↑  Rare (يونيو 1991). Battletoads. Tradewest. Dark Queen: Is it true that the Toad's greatest enemy is the Snake? Well, we'll soon find out! Ha-ha-ha-ha....!
29. ↑  Rare (يونيو 1991). Battletoads. Tradewest. Dark Queen: You're good, I'll give you that-good enough to burn!
30. ↑  Rare (يونيو 1991). Battletoads. Tradewest. Dark Queen: I can't believe you've gotten this far! Prepare yourselves for a sticky green end, Toadies!
31. ↑  Rare (يونيو 1991). Battletoads. Tradewest. Dark Queen: Come to the tower, boys, and let's see what you've got!
32. ↑  Baker، Christopher Michael. "Battletoads synopsis". ريزم ون. ريزم ون. مؤرشف من الأصل في 2014-11-14. اطلع عليه بتاريخ 2015-08-23.
33. ↑  "1991 Winter Consumer Electronics Show". ج. 4. مارس 1991. {{استشهاد بمجلة}}: الاستشهاد ب$1 يطلب |$2= (مساعدة)
34. ↑  "Battletoads". SuperFamicom.org. مؤرشف من الأصل في 2020-10-20.
35. ↑  O'Connor، Frank (أبريل 1992). "Battletoads review — CVG". CVG ع. 25: 26. مؤرشف من الأصل في 2019-09-29. اطلع عليه بتاريخ 2015-09-16.
36. ↑  "Battletoads". Dragon. ع. 187. نوفمبر 1992. ص. 60.
37. ↑  Harris، Steve؛ Semrad، Ed؛ Alessi، Martin؛ Sushi-X (يونيو 1991). "Battletoads". إلكترونك غيمينغ مونثلي. ج. 4 رقم  6. ص. 16.
38. ↑  "バトルトード [ファミコン] / ファミ通.com". www.famitsu.com. مؤرشف من الأصل في 2018-07-24. اطلع عليه بتاريخ 2018-07-24.
39. ↑  Boogie Man (مايو 1991). "Battletoads". غيم برو. ع. 22. ص. 26–27.
40. ↑  "Battletoads". GameZone. ع. 11. سبتمبر 1992. ص. 28–31.
41. ↑  Rignall، Julian (أبريل 1992). "Battletoads review" (PDF). Mean Machines. ع. 19. ص. 56. مؤرشف من الأصل (PDF) في 2019-05-19. اطلع عليه بتاريخ 2015-09-16.
42. ↑  Swan، Gus؛ Bright، Rob (أكتوبر 1992). "Battletoads". Nintendo Magazine System. ع. 1. ص. 84–87.
43. ↑  "Your Guide to the Latest NES Releases". Nintendo Power. ج. 25. يونيو 1991. ص. 81.
44. ↑  Bieniek، Chris (مايو 1991). "Battletoads". VideoGames & Computer Entertainment. ع. 28. ص. 42–43.
45. ↑  "Battletoads aggregate score (Mega Drive)". GameRankings. مؤرشف من الأصل في 2019-12-09. اطلع عليه بتاريخ 2015-09-13.
46. ↑  Whitta، Gary (مايو 1993). "Battletoads". Computer and Video Games. ع. 138. ص. 47.
47. ↑  Harris، Steve؛ Semrad، Ed؛ Alessi، Martin؛ Sushi-X (أبريل 1993). "Battletoads". Electronic Gaming Monthly. ج. 6 رقم  4. ص. 28.
48. ↑  "バトルトード [メガドライブ] / ファミ通.com". www.famitsu.com. مؤرشف من الأصل في 2019-06-14. اطلع عليه بتاريخ 2018-07-24.
49. ↑  Skid؛ Brody؛ Slick، Tom؛ The Enquirer (فبراير 1993). "Battletoads". GameFan. ج. 1 رقم  4. ص. 8, 16–18.
50. ↑  Scary Larry (أبريل 1993). "Battletoads". GamePro. ع. 45. ص. 40–41.
51. ↑  "Battletoads". GamesMaster. ع. 5. مايو 1993. ص. 68–69.
52. ↑  "Battletoads". مين مشين. ع. 8. مايو 1993. ص. 71–72.
53. ↑  
West، Neil (مايو 1993). "Battletoads". Mega. ع. 8. ص. 54–55.
54. ↑  "Battletoads". Sega Power. ع. 43. يونيو 1993. ص. 38–40.
55. ↑  "Battletoads". Sega Zone. ع. 6. أبريل 1993. ص. 20–22.
56. ↑  "Battletoads". Aktueller Software Markt (بالألمانية). Aug 1994. p. 115.
57. ↑  Skews، Rik (مارس 1994). "Battletoads". Computer and Video Games. ع. 150. ص. 85.
58. ↑  Semrad، Ed؛ Carpenter، Dayton؛ Manueel، Al؛ Sushi-X (ديسمبر 1993). "Battletoads". Electronic Gaming Monthly. ج. 6 رقم  12. ص. 54.
59. ↑  "Battletoads Summary (Game Gear)". فاميتسو. مؤرشف من الأصل في 2021-01-08. اطلع عليه بتاريخ 2020-09-26.
60. ↑  N. Somniac (فبراير 1994). "Battletoads". GamePro. ع. 55. ص. 148.
61. ↑  "Battletoads". Joypad (بالفرنسية). No. 29. Mar 1994. p. 130.
62. ↑  "Battletoads". مين مشين. ع. 19. مايو 1994. ص. 78–79.
63. ↑  Roberts، Nick (يونيو 1994). "Battletoads". Sega Pro. ع. 33. ص. 40–41.
64. ↑  "Battletoads". Sega Zone. ع. 18. أبريل 1994. ص. 59.
65. ↑  "Battletoads". سونيك ذا كوميك. ع. 11. أكتوبر 1993.
66. ↑  "Battletoads". Amiga CD32 Gamer. ع. 3. أغسطس 1994. ص. 44–45.
67. ↑  De Graeve, Cyril (Nov 1994). "Battletoads". Amiga Concept (بالفرنسية). No. 9. p. 51.
68. ↑  Halliday، Grégory (سبتمبر 1994). "Battletoads". Amiga Dream. ع. 10. ص. 90.
69. ↑  Bradley، Stephen (نوفمبر 1994). "CD32 Games". Amiga Format. ع. 65. ص. 75, score on 74.
70. ↑  Geltenpoth، Markus (سبتمبر 1994). "Battletoads". Amiga Games. ص. 36.
71. ↑  Lechl, Monika (Aug 1994). "Battletoads". Amiga Joker (بالألمانية). p. 34.
72. ↑  Löwenstein, Richard (Aug 1994). "Battletoads". Amiga Joker (بالألمانية). p. 77.
73. ↑  Pelley، Rich (أكتوبر 1994). "Battletoads review". Amiga Power. فيوتشر بي إل سي ع. 42: 51. مؤرشف من الأصل في 2020-09-27. اطلع عليه بتاريخ 2018-04-08.
74. ↑  Kaufeldt, Ove (Jul 1994). "Battletoads". Datormagazin (بالسويدية). Vol. 1994, no. 12. p. 42.
75. ↑  "Players' Picks". ج. 26. يوليو 1991. {{استشهاد بمجلة}}: الاستشهاد ب$1 يطلب |$2= (مساعدة)
76. ↑  "Players' Picks". ج. 27. أغسطس 1991. {{استشهاد بمجلة}}: الاستشهاد ب$1 يطلب |$2= (مساعدة)
77. ↑  "Top 30". ج. 28. سبتمبر 1991. {{استشهاد بمجلة}}: الاستشهاد ب$1 يطلب |$2= (مساعدة)
78. ↑  "Top 30". ج. 29. أكتوبر 1991. {{استشهاد بمجلة}}: الاستشهاد ب$1 يطلب |$2= (مساعدة)
79. ↑  "Top 30". ج. 30. نوفمبر 1991. {{استشهاد بمجلة}}: الاستشهاد ب$1 يطلب |$2= (مساعدة)
80. ↑  "Top 20". ج. 32. يناير 1992. {{استشهاد بمجلة}}: الاستشهاد ب$1 يطلب |$2= (مساعدة)
81. ↑  "Top 20". ج. 33. فبراير 1992. {{استشهاد بمجلة}}: الاستشهاد ب$1 يطلب |$2= (مساعدة)
82. ↑  "Top 20". ج. 34. مارس 1992. {{استشهاد بمجلة}}: الاستشهاد ب$1 يطلب |$2= (مساعدة)
83. ↑  "Top 20". ج. 35. أبريل 1992. {{استشهاد بمجلة}}: الاستشهاد ب$1 يطلب |$2= (مساعدة)
84. ↑  "Top 20". ج. 45. فبراير 1993. {{استشهاد بمجلة}}: الاستشهاد ب$1 يطلب |$2= (مساعدة)
85. ↑  "Top 20". ج. 47. أبريل 1993. {{استشهاد بمجلة}}: الاستشهاد ب$1 يطلب |$2= (مساعدة)
86. ↑  "Top 20". ج. 48. مايو 1993. {{استشهاد بمجلة}}: الاستشهاد ب$1 يطلب |$2= (مساعدة)
87. ↑  "Top 20". ج. 49. يونيو 1993. {{استشهاد بمجلة}}: الاستشهاد ب$1 يطلب |$2= (مساعدة)
88. ↑  "Top 20". ج. 50. يوليو 1993. {{استشهاد بمجلة}}: الاستشهاد ب$1 يطلب |$2= (مساعدة)
89. ↑  "Top 20". ج. 52. سبتمبر 1993. {{استشهاد بمجلة}}: الاستشهاد ب$1 يطلب |$2= (مساعدة)
90. ↑  "Top 20". ج. 38. يوليو 1992. {{استشهاد بمجلة}}: الاستشهاد ب$1 يطلب |$2= (مساعدة)
91. ↑  "Top 20". ج. 36. مايو 1992. {{استشهاد بمجلة}}: الاستشهاد ب$1 يطلب |$2= (مساعدة)
92. ↑  "Top 20". ج. 37. يونيو 1992. {{استشهاد بمجلة}}: الاستشهاد ب$1 يطلب |$2= (مساعدة)
93. ↑  "Top 20". ج. 39. أغسطس 1992. {{استشهاد بمجلة}}: الاستشهاد ب$1 يطلب |$2= (مساعدة)
94. ↑  "Top 20". ج. 40. سبتمبر 1992. {{استشهاد بمجلة}}: الاستشهاد ب$1 يطلب |$2= (مساعدة)
95. ↑  "Top 20". ج. 41. أكتوبر 1992. {{استشهاد بمجلة}}: الاستشهاد ب$1 يطلب |$2= (مساعدة)
96. ↑  "Top 20". ج. 42. نوفمبر 1992. {{استشهاد بمجلة}}: الاستشهاد ب$1 يطلب |$2= (مساعدة)
97. ↑  "Top 20". ج. 43. نوفمبر 1992. {{استشهاد بمجلة}}: الاستشهاد ب$1 يطلب |$2= (مساعدة)
98. ↑  "Top 20". ج. 44. يناير 1993. {{استشهاد بمجلة}}: الاستشهاد ب$1 يطلب |$2= (مساعدة)
99. ↑  "Top 20". ج. 46. مارس 1993. {{استشهاد بمجلة}}: الاستشهاد ب$1 يطلب |$2= (مساعدة)
100. ↑  "Top 20". ج. 51. أغسطس 1993. {{استشهاد بمجلة}}: الاستشهاد ب$1 يطلب |$2= (مساعدة)
101. ↑  "Top 20". ج. 53. أكتوبر 1993. {{استشهاد بمجلة}}: الاستشهاد ب$1 يطلب |$2= (مساعدة)
102. ↑  "Top 20". ج. 54. نوفمبر 1993. {{استشهاد بمجلة}}: الاستشهاد ب$1 يطلب |$2= (مساعدة)
103. ↑  "Top 20". ج. 56. يناير 1994. {{استشهاد بمجلة}}: الاستشهاد ب$1 يطلب |$2= (مساعدة)
104. ↑  "Top 20". ج. 58. مارس 1994. {{استشهاد بمجلة}}: الاستشهاد ب$1 يطلب |$2= (مساعدة)
105. ↑  "Top 20". ج. 60. مايو 1994. {{استشهاد بمجلة}}: الاستشهاد ب$1 يطلب |$2= (مساعدة)
106. ↑  "Top 20". ج. 61. يونيو 1994. {{استشهاد بمجلة}}: الاستشهاد ب$1 يطلب |$2= (مساعدة)
107. ↑  "Top 20". ج. 62. يوليو 1994. {{استشهاد بمجلة}}: الاستشهاد ب$1 يطلب |$2= (مساعدة)
108. ↑  "Top 20". ج. 63. أغسطس 1994. {{استشهاد بمجلة}}: الاستشهاد ب$1 يطلب |$2= (مساعدة)
109. ↑  "Top 20". ج. 64. سبتمبر 1994. {{استشهاد بمجلة}}: الاستشهاد ب$1 يطلب |$2= (مساعدة)
110. ↑  "Top 20". ج. 66. نوفمبر 1994. {{استشهاد بمجلة}}: الاستشهاد ب$1 يطلب |$2= (مساعدة)
111. ↑  "Top 20". ج. 57. فبراير 1994. {{استشهاد بمجلة}}: الاستشهاد ب$1 يطلب |$2= (مساعدة)
112. ↑  Foster، Joe. "Battletoads — Review". Allgame. مؤرشف من الأصل في 2014-12-11. اطلع عليه بتاريخ 2015-10-10.
113. ↑  Sackenheim، Shawn. "Battletoads — Review". AllGame. مؤرشف من الأصل في 2014-11-14. اطلع عليه بتاريخ 2020-09-18.
114. ↑  "Battletoads (NES Review)". Arcade Attack. 23 أبريل 2015. مؤرشف من الأصل في 2020-10-21. اطلع عليه بتاريخ 2020-09-18.
115. ↑  Schultz، Bill (10 ديسمبر 2003). "Battletoads". Digital Press. مؤرشف من الأصل في 2018-04-04. اطلع عليه بتاريخ 2020-09-18.
116. ↑  Paprocki، Matt (25 سبتمبر 2005). "Battletoads". Digital Press. مؤرشف من الأصل في 2018-04-04. اطلع عليه بتاريخ 2020-09-18.
117. ↑  Venter، Jason (9 مارس 2013). "Battletoads (NES) review". Honest Gamers. مؤرشف من الأصل في 2018-04-30. اطلع عليه بتاريخ 2020-09-18.
118. 1 2 3  Lajoie، Bryan (29 مايو 2007). "Battletoads review (in French)". Quebec Gamer. مؤرشف من الأصل في 2020-02-24. اطلع عليه بتاريخ 2015-09-16.
119. ↑  SoyBomb. "Battletoads". Random.access. مؤرشف من الأصل في 2021-01-08. اطلع عليه بتاريخ 2020-09-18.
120. ↑  Briggs، Tom (7 ديسمبر 2006). "Battletoads". Sega-16. مؤرشف من الأصل في 2020-10-21. اطلع عليه بتاريخ 2020-09-18.
121. ↑  "NES Reviews B". The Video Game Critic. مؤرشف من الأصل في 2020-10-25. اطلع عليه بتاريخ 2020-09-18.
122. ↑  "Genesis Reviews B". The Video Game Critic. مؤرشف من الأصل في 2020-09-26. اطلع عليه بتاريخ 2020-09-18.
123. ↑  "The 10 Biggest Letdowns in Video Game Endings". Spike. 24 مايو 2010. مؤرشف من الأصل في 2011-11-20. اطلع عليه بتاريخ 2013-11-13.
124. ↑  "Best Nintendo games list". Nintendo Power ع. 100. سبتمبر 1997.
125. ↑  Jensen، Thor (27 نوفمبر 2010). "25 games that need sequels". UGO. مؤرشف من الأصل في 2013-03-08. اطلع عليه بتاريخ 2015-09-22.
126. ↑  BK. Thor Jensen (28 ديسمبر 2010). "Arctic Caverns — The 20 Coolest Ice Levels". UGO.com. مؤرشف من الأصل في 2013-11-13. اطلع عليه بتاريخ 2013-11-13.
127. 1 2  "The 9 Least Terrible Teenage Mutant Ninja Turtles Rip-Offs". Topless Robot. 24 أكتوبر 2008. مؤرشف من الأصل في 2014-12-21. اطلع عليه بتاريخ 2013-11-13.
128. ↑  "The 10 Best Beat-'Em-Ups of All Time". Topless Robot. 30 يونيو 2010. مؤرشف من الأصل في 2019-09-29. اطلع عليه بتاريخ 2013-11-13.
129. ↑  Clarke، Jason (3 ديسمبر 2011). "Ten Video Games that Should Have Gotten Toys". Topless Robot. مؤرشف من الأصل في 2019-09-29. اطلع عليه بتاريخ 2015-09-22.
130. ↑  Stark، Chelsea (7 أغسطس 2012). "Classic Videos Games That Deserve an HD Remake — Yahoo! News". News.yahoo.com. مؤرشف من الأصل في 2016-03-05. اطلع عليه بتاريخ 2013-11-13.
131. ↑  "Best NES Games of all time". غيمز رادار. 16 أبريل 2012. مؤرشف من الأصل في 2020-11-08. اطلع عليه بتاريخ 2013-12-05.
132. ↑  Dunham، Jeremy. "Battletoads 40 - Top 100 NES games". IGN. مؤرشف من الأصل في 2019-09-29. اطلع عليه بتاريخ 2015-09-13.
133. ↑  Buchanan، Levi (13 يناير 2009). "Battletoads Retrospective". IGN. مؤرشف من الأصل في 2012-08-19. اطلع عليه بتاريخ 2009-02-21.
134. ↑  O'Brien، Jack. "7 Dick Moves Everyone Pulled in Classic Video Games". Cracked.com. مؤرشف من الأصل في 2020-11-12. اطلع عليه بتاريخ 2013-12-20.
135. ↑  "Top Ten Most Difficult Games". GameTrailers. 12 أغسطس 2008. مؤرشف من الأصل في 2012-04-30. اطلع عليه بتاريخ 2009-11-28.
136. ↑  News & Features Team (21 مارس 2007). "Top 10 Tuesday: Toughest Games to Beat". IGN. مؤرشف من الأصل في 2011-11-13. اطلع عليه بتاريخ 2009-11-28.
137. ↑  "Top 10 hardest games ever". Virgin Media. مؤرشف من الأصل في 2017-08-30. اطلع عليه بتاريخ 2009-11-28.
138. ↑  Steven Larson (6 يناير 2011). "Top 10 Most Difficult Games Ever". Youtube.com. مؤرشف من الأصل في 2020-11-19. اطلع عليه بتاريخ 2013-11-13.
139. ↑  "The Forgotten: Battletoads on the go and in the arcades". Destructoid. مؤرشف من الأصل في 2019-09-29. اطلع عليه بتاريخ 2013-11-13.
140. ↑  Consumer Guide: The Winner's Guide to Nintendo. 1991. ص. 29. {{استشهاد بكتاب}}: |عمل= تُجوهل (مساعدة)
141. ↑  Smith، Mike (13 يوليو 2012). "10 Insanely Tough Games". Yahoo! Games. مؤرشف من الأصل في 2012-07-17. اطلع عليه بتاريخ 2012-07-17.
142. ↑  Seibold، Witney (20 يونيو 2017). "Why Was BATTLETOADS So Damn Hard?". Nerdist Industries. مؤرشف من الأصل في 2017-10-08. اطلع عليه بتاريخ 2017-10-08.
143. ↑  Provenza، Eric (5 مارس 2015). "Battletoads". Hardcore Gaming 101. مؤرشف من الأصل في 2020-11-08. اطلع عليه بتاريخ 2020-09-26.
144. ↑  Lundrigon، Jeff (أغسطس 1991). "Battletoads". ج. 3. {{استشهاد بمجلة}}: الاستشهاد ب$1 يطلب |$2= (مساعدة)
145. ↑  "Battletoads Game Boy overview". IGN. مؤرشف من الأصل في 2018-03-05. اطلع عليه بتاريخ 2015-09-26.
146. 1 2 3  Workman، Robert (11 مايو 2012). "The Games of Summer: Battletoads". GameZone. مؤرشف من الأصل في 2019-09-29. اطلع عليه بتاريخ 2015-09-27.
147. ↑  "Battletoads in Battlemaniacs overview". IGN. مؤرشف من الأصل في 2021-01-08. اطلع عليه بتاريخ 2015-09-26.
148. ↑  Harris، Craig. "Battletoads & Double Dragon: The Ultimate Team". IGN. مؤرشف من الأصل في 2019-09-29. اطلع عليه بتاريخ 2015-09-26.
149. ↑  Baker، Christopher Michael. "Battletoads Review". ريزم ون. ريزم ون. مؤرشف من الأصل في 2014-11-14. اطلع عليه بتاريخ 2015-08-23.
150. ↑  Ciolek، Todd. "The 5 Best (and 5 Worst) One-Shot TV Cartoons Ever Made". Topless Robot. Voice Media Group. مؤرشف من الأصل في 2015-09-28. اطلع عليه بتاريخ 2015-09-27.
151. ↑  "Megalopolis Announces Battletoads, Clay Fighter, and Earthworm Jim, and More Retro Action Figures". The Toyark - News (بالإنجليزية الأمريكية). 23 Jul 2020. Archived from the original on 2020-12-08. Retrieved 2020-07-26.
152. ↑  "Battletoads — Mega Drive overview". IGN. مؤرشف من الأصل في 2021-01-08. اطلع عليه بتاريخ 2015-09-27.
153. ↑  "Battletoads". EW.com (بالإنجليزية). Archived from the original on 2019-09-29. Retrieved 2019-03-03.
154. ↑  "Battletoads in Ragnarok's World". Giant Bomb. مؤرشف من الأصل في 2019-09-29.
155. ↑  IGN Staff (1 مارس 2001). "Gamecube developer profile: Rare". آي جي إن. زيف ديفيس [الإنجليزية]. مؤرشف من الأصل في 2015-08-22. اطلع عليه بتاريخ 2015-08-22.
156. ↑  "Toad in the Hole!". Sega Master Force. سبتمبر 1993. ص. 8. مؤرشف من الأصل في 2016-03-04. اطلع عليه بتاريخ 2015-09-26.
157. ↑  "Mindscape advertising of the IBM PC, Commodore Amiga and Atari ST versions". مؤرشف من الأصل في 2019-09-29.
158. ↑  Hands on Harry (ديسمبر 1992). "Hands On Portable - Lynx". GameFan. DieHard Gamers Club. ج. 1 رقم  2. ص. 69.
159. ↑  chris_lynx1989 (12 فبراير 2003). "Unreleased Telegames, Lynx game – the Guardians - questions". عمر آتاري [الإنجليزية]. مؤرشف من الأصل في 2019-09-29. اطلع عليه بتاريخ 2018-04-08.{{استشهاد ويب}}:  صيانة الاستشهاد: أسماء عددية: قائمة المؤلفين (link)
160. ↑  Sackenheim، Shawn. "Battletoads AllGame review". AllGame. مؤرشف من الأصل في 2014-11-14. اطلع عليه بتاريخ 2015-09-03.

### فهرس
- {{استشهاد بكتاب}}: استشهاد فارغ! (مساعدة)
- {{استشهاد بمجلة}}: استشهاد فارغ! (مساعدة)

## روابط خارجية
- باتل تودز على موبي غيمز
- GameTime (31 يناير 2019)، Battletoads: The Story Behind The Hardest Video Game Ever Made، مؤرشف من الأصل في 2023-01-30